# Атока (округ)
Округ Атока — округ в штате Оклахома, США. Население округа на 2000 год составляло 13 879 человек. Административный центр округа — город Атока.

## География
Округ имеет общую площадь 2564 км², из которых 2534 км² приходится на сушу и 30 км² (1,18 %) на воду.

### Основные автомагистрали
- Автомагистраль 69
- Автомагистраль 75

### Соседние округа
- Питсберг (север)
- Пушматаха (восток)
- Чокто (юго-восток)
- Брайан (юг)
- Джонстон (запад)
- Кол (северо-запад)

### Населённые пункты
| - Атока - Бентли - Богги Депо - Кейни - Чоки | - Дэйзи - Фаррис - Хармони - Хопуэлл - Лейн | - Редден - Стрингтаун - Ташка - Уордс-Чапел - Уордвилл |

## Демография
По данным переписи в 2000 году насчитывалось 13 879 человек, 4964 домохозяйств и 3504 семей, проживающих в округе. Плотность населения составляла 5 человек на квадратный километр. Расовый состав: 75,86 % белое население, 5,86 % афроамериканцы, 11,37 % коренные американцы, 0,23 % азиаты, 0,01 % гавайцы, 0,58 % прочие расы и 6,09 % смешанные расы.
Распределение населения по возрасту: 23,6 % составляют люди до 18 лет, 8,2 % от 18 до 24 лет, 29,1 % от 25 до 44 лет, 24,3 % от 45 до 64 лет и 14,8 %, в возрасте 65 лет и старше. Средний возраст составляет 38 года. На каждые 100 женщин приходится 117,8 мужчин. На каждые 100 женщин в возрасте 18 лет и старше насчитывалось 119,9 мужчин.
Среднегодовой доход на домашнее хозяйство в городе составляет $ 24 752, а средний доход на семью составляет $ 29 409. Мужчины имеют средний доход $ 26 193, тогда как женщины $ 18 861. Доход на душу населения по городу составляет $ 12 919. Около 15,7 % семей и 19,8 % населения находятся ниже черты бедности, в том числе 25,4 % из них моложе 18 лет и 21,1 % в возрасте 65 лет и старше.